# Врбић
Врбић је насеље у Србији у општини Крупањ у Мачванском округу. Према попису из 2022. било је 339 становника.
Овде се налази Црква Св. цара Константина и царице Јелене у Врбићу.

## Демографија
У насељу Врбић живи 469 пунолетних становника, а просечна старост становништва износи 40,3 година (37,4 код мушкараца и 43,6 код жена). У насељу има 139 домаћинстава, а просечан број чланова по домаћинству је 4,16.
Ово насеље је великим делом насељено Србима (према попису из 2002. године), а у последња три пописа, примећен је пад у броју становника.
|  |

| Демографија | Демографија | Демографија |
| Година      | Становника  | Становника  |
| ----------- | ----------- | ----------- |
| 1948.       | 1.106       |             |
| 1953.       | 1.041       |             |
| 1961.       | 981         |             |
| 1971.       | 870         |             |
| 1981.       | 773         |             |
| 1991.       | 660         | 660         |
| 2002.       | 578         | 578         |

| Етнички састав према попису из 2002.‍ | Етнички састав према попису из 2002.‍ | Етнички састав према попису из 2002.‍ | Етнички састав према попису из 2002.‍ | Етнички састав према попису из 2002.‍ |
| ------------------------------------ | ------------------------------------ | ------------------------------------ | ------------------------------------ | ------------------------------------ |
|                                      |                                      |                                      |                                      |                                      |
| Срби                                 | Срби                                 |                                      | 570                                  | 98,61%                               |
| непознато                            | непознато                            |                                      | 5                                    | 0,86%                                |

| Година пописа     | 1948. | 1953. | 1961. | 1971. | 1981. | 1991. | 2002. |
| ----------------- | ----- | ----- | ----- | ----- | ----- | ----- | ----- |
| Број домаћинстава | 128   | 134   | 153   | 149   | 150   | 154   | 139   |

| Број чланова      | 1  | 2  | 3  | 4  | 5  | 6  | 7 | 8 | 9 | 10 и више | Просек |
| ----------------- | -- | -- | -- | -- | -- | -- | - | - | - | --------- | ------ |
| Број домаћинстава | 16 | 22 | 24 | 18 | 17 | 26 | 6 | 5 | 2 | 3         | 4,16   |

| Пол    | Укупно | Неожењен/Неудата | Ожењен/Удата | Удовац/Удовица | Разведен/Разведена | Непознато |
| ------ | ------ | ---------------- | ------------ | -------------- | ------------------ | --------- |
| Мушки  | 254    | 90               | 153          | 9              | 2                  | 0         |
| Женски | 233    | 25               | 159          | 46             | 1                  | 2         |
| УКУПНО | 487    | 115              | 312          | 55             | 3                  | 2         |

| Пол    | Укупно                    | Пољопривреда, лов и шумарство | Рибарство                            | Вађење руде и камена | Прерађивачка индустрија       |
| ------ | ------------------------- | ----------------------------- | ------------------------------------ | -------------------- | ----------------------------- |
| Мушки  | 180                       | 157                           | 0                                    | 0                    | 8                             |
| Женски | 117                       | 113                           | 0                                    | 0                    | 1                             |
| УКУПНО | 297                       | 270                           | 0                                    | 0                    | 9                             |
| Пол    | Производња и снабдевање   | Грађевинарство                | Трговина                             | Хотели и ресторани   | Саобраћај, складиштење и везе |
| Мушки  | 1                         | 4                             | 3                                    | 0                    | 0                             |
| Женски | 0                         | 0                             | 1                                    | 0                    | 0                             |
| УКУПНО | 1                         | 4                             | 4                                    | 0                    | 0                             |
| Пол    | Финансијско посредовање   | Некретнине                    | Државна управа и одбрана             | Образовање           | Здравствени и социјални рад   |
| Мушки  | 0                         | 0                             | 0                                    | 3                    | 0                             |
| Женски | 0                         | 1                             | 0                                    | 0                    | 0                             |
| УКУПНО | 0                         | 1                             | 0                                    | 3                    | 0                             |
| Пол    | Остале услужне активности | Приватна домаћинства          | Екстериторијалне организације и тела | Непознато            | Непознато                     |
| Мушки  | 0                         | 0                             | 0                                    | 4                    | 4                             |
| Женски | 0                         | 0                             | 0                                    | 1                    | 1                             |
| УКУПНО | 0                         | 0                             | 0                                    | 5                    | 5                             |